# 愛而為一演唱會影音館
《愛而為一演唱會影音館》是台灣女子組合S.H.E的第三張演唱會影音專輯，亦是第三次世界巡迴演唱會《愛而為一世界巡迴演唱會》的影音實錄。此張演唱會影音專輯收錄了S.H.E於2010年5月29日在台北小巨蛋舉行的《S.H.E IS THE ONE 愛而為一世界巡迴演唱會》TOP GIRL台北「旗艦場」表演的現場影音，完整收藏總長達四小時之幕前華麗演出。
S.H.E憑此影音專輯於IFPI香港唱片銷量大獎頒奬禮2011獲得「最高銷量國語唱片」獎項。

## 發行版本
| 類型 | 發行日期     | 版本       | 附註                                                                     |
| ---- | ------------ | ---------- | ------------------------------------------------------------------------ |
| BD   | 2011年3月4日 | 禮盒珍藏版 | 僅限預購，以金色精緻禮盒包裝，內附32頁寫真冊、SHERO REMIX DVD及明信片1組 |
| DVD  | 2011年3月4日 | 禮盒珍藏版 | 僅限預購，以紫色精緻禮盒包裝，內附32頁寫真冊、SHERO REMIX DVD及明信片1組 |
| DVD  | 2011年3月4日 | 豪華精裝版 | 發行版，內附32頁寫真冊及明信片1組                                        |

※BD即藍光光碟（Blu-ray Disc）

※以上不含數位發行，僅以實體專輯為主

## 曲目收錄

### DVD
- DVD 1

1. Overture：S.H.E is the one
2. Super Star
3. Boom
4. Super Model
5. 宇宙小姐
6. 612星球
7. 熱帶雨林
8. 天灰
9. 五月天
10. 最近還好嗎
11. 花都開好了
12. 我愛雨夜花
13. 倫敦大橋垮下來
14. 怎麼辦
15. 可愛萬歲
16. Ella的冒險故事VCR
17. Dream a Little Dream of Me（英语：Dream a little dream of me）（Hebe solo）
18. Wake me up before you go-go（Selina solo）
19. 我就是我（Ella solo）
20. 觸電（Broadway Version）
21. 愛就對了
22. 天亮了
23. 半糖主義
24. 我愛煩惱
25. 痛快

- DVD 2

1. 三個小女孩的願望VCR
2. 天使在唱歌Intro+金鐘罩鐵布衫+夢田
3. Happy Birthday to ELLA
4. 老婆
5. 簡單愛（Ella solo）
6. 崇拜（Selina solo）
7. 笑忘書（Hebe solo）
8. 終結孤單＋三天三夜
9. 台語組曲：茶噢+媽媽請妳也保重+惜別的海岸+歡喜就好+熟女版S.H.E的初登場
10. 魔力（S.H.E with you）
11. I.O.I.O
12. 波斯貓
13. 不想長大
14. Beauty Up My Life
15. Remember
16. 美麗新世界
17. Encore
18. 中國話
19. SHERO
20. Encore Again
21. 你不會（清唱）
22. 愛呢
23. 愛上你（清唱）
24. 遠方
25. 安靜了
26. 戀人未滿
27. Credit

- DVD Bonus：「因為愛而為一」幕後實錄DVD

1. 愛而為一的魔力 幕後全紀錄
2. 我的母親真偉大
3. S.H.E KTV卡拉OK伴唱帶VCR
4. 簡單愛
5. 崇拜
6. 笑忘書
7. 終結孤單+三天三夜

### BD
- BD

1. Overture：S.H.E is the one
2. Super Star
3. Boom
4. Super Model
5. 宇宙小姐
6. 612星球
7. 熱帶雨林
8. 天灰
9. 五月天
10. 最近還好嗎
11. 花都開好了
12. 我愛雨夜花
13. 倫敦大橋垮下來
14. 怎麼辦
15. 可愛萬歲
16. Ella的冒險故事VCR
17. Dream a little dream of me（Hebe solo）
18. Wake me up before you go-go（Selina solo）
19. 我就是我（Ella solo）
20. 觸電（Broadway Version）
21. 愛就對了
22. 天亮了
23. 半糖主義
24. 我愛煩惱
25. 痛快
26. 三個小女孩的願望VCR
27. 天使在唱歌Intro+金鐘罩鐵布衫+夢田
28. Happy Birthday to ELLA
29. 老婆
30. 簡單愛（Ella solo）
31. 崇拜（Selina solo）
32. 笑忘書（Hebe solo）
33. 終結孤單＋三天三夜
34. 台語組曲：茶噢+媽媽請妳也保重+惜別的海岸+歡喜就好+熟女版S.H.E的初登場
35. 魔力（S.H.E with you）
36. I.O.I.O
37. 波斯貓
38. 不想長大
39. Beauty Up My Life
40. Remember
41. 美麗新世界
42. Encore
43. 中國話
44. SHERO
45. Encore Again
46. 你不會（清唱）
47. 愛呢
48. 愛上你（清唱）
49. 遠方
50. 安靜了
51. 戀人未滿
52. Credit

- BD Bonus：「因為愛而為一」幕後實錄DVD

1. 愛而為一的魔力 幕後全紀錄
2. 我的母親真偉大
3. S.H.E KTV卡拉OK伴唱帶VCR
4. 簡單愛
5. 崇拜
6. 笑忘書
7. 終結孤單+三天三夜

### 數位發行
1. Super Star
2. Boom
3. Super Model
4. 宇宙小姐
5. 612星球
6. 熱帶雨林
7. 天灰
8. 五月天
9. 最近還好嗎
10. 花都開好了
11. 我愛雨夜花
12. 倫敦大橋垮下來
13. 怎麼辦
14. 可愛萬歲
15. Dream a little dream of me（Hebe solo）
16. Wake me up before you go-go（Selina solo）
17. 我就是我（Ella solo）
18. 觸電（Broadway Version）
19. 愛就對了
20. 天亮了
21. 半糖主義
22. 我愛煩惱
23. 痛快
24. 天使在唱歌Intro+金鐘罩鐵布衫+夢田
25. Happy Birthday to ELLA
26. 老婆
27. 簡單愛（Ella solo）
28. 崇拜（Selina solo）
29. 笑忘書（Hebe solo）
30. 終結孤單＋三天三夜
31. 魔力（S.H.E with you）
32. I.O.I.O
33. 波斯貓
34. 不想長大
35. Beauty Up My Life
36. Remember
37. 美麗新世界
38. Encore
39. 中國話
40. SHERO

## 其它作品
| 上一張現場專輯： 移動城堡演唱會Live@H.K.紅磡體育館 2006年12月－2007年1月 | 第3張現場專輯 2011年3月－4月 | 第3張現場專輯 2011年3月－4月 | 下一張現場專輯： 2gether 4ever演唱會影音館 2014年8月 |

## 外部連結
- S.H.E愛而為一影音館 CF （页面存档备份，存于）
- YouTube上的那一夜 我們因為愛而為一(SHERO篇)